# Krásné (Hraběšice)
Krásné, bis 1948 Šentál (deutsch Schönthal) ist eine Ansiedlung der Gemeinde Hraběšice in Tschechien. Sie liegt sechs Kilometer östlich von Šumperk und gehört zum Okres Šumperk.

## Geographie
Das von Wäldern umgebene Dorf befindet sich in einem linken Seitental des Baches Hraběšický potok im Rabenseifener Bergland (Hraběšická vrchovina). Nördlich erhebt sich die Prostřední skála (Mittelstein, 718 m), im Osten der Kamenný vrch (Haidstein, 952 m), im Südosten der Volyň (Toter Mann, 875 m) und südlich die Kopka (Waldvogelstein, 692 m). Westlich liegen der Stausee Krásné und der Sportflugplatz Šumperk.
Nachbarorte sind Petrov nad Desnou im Norden, Hraběšice im Nordosten, Třemešek und Mladoňov im Südosten, Nový Malín im Südwesten sowie Anenský Dvůr und Vikýřovice im Nordwesten.

## Geschichte
Schönthal wurde 1690 in den Wäldern der Schönberger Landgüter als Zinsdorf angelegt. 1834 lebten in den 34 Häusern von Schönthal 219 Menschen. Bis 1848 gehörte das Dorf zu den Mährisch Schönberger Landgütern.
Nach der Aufhebung der Patrimonialherrschaften bildete Schönthal/ Šental ab 1850 einen Ortsteil der Gemeinde Rabenseifen im Bezirk Mährisch Schönberg. 1880 wurde in Schönthal eine einklassige Dorfschule eingerichtet, zuvor fand der Unterricht in Rabenseifen statt. Pfarrort war seit 1842 ebenfalls Rabenseifen.
Im Jahre 1900 lebten in den 50 Häusern von Schönthal 230 Menschen. Zu Beginn der 1920er Jahre wurde ein großer Steinbruch am Ortsrand aufgeschlossen. Nach dem Münchner Abkommen wurde das Dorf 1938 dem Deutschen Reich angeschlossen und gehörte bis 1945 zum Landkreis Mährisch Schönberg. Nach dem Zweiten Weltkrieg erfolgten die Vertreibung der deutschen Bewohner und eine Neubesiedlung mit Tschechen aus der Hanna. Der Ortsname Šentál wurde 1948 in Krásné geändert. 1950 lebten in den 23 Wohnhäusern von Krásné 87 Menschen. 1976 wurde Krásné zusammen mit Hraběšice nach Šumperk eingemeindet und verlor dabei den Status eines Ortsteiles. In den 1980er Jahren wurde das Wasserreservoir Krásné errichtet. Seit 1990 gehört Krásné wieder zur Gemeinde Hraběšice.
Der Ort hat heute den Charakter einer Feriensiedlung.

## Sehenswürdigkeiten
- stillgelegter Amphibolitbruch in Krásné, bedeutsame Mineralienfundstätte
- Kapelle der Jungfrau Maria
- Stausee Krásné, westlich des Ortes
- Berg Rabštejn, östlich des Dorfes